# Малаоаненг
Малаоаненг (англ. Malaoaneng) — одна з місцевих громад, що розташована в районі Лерібе, Лесото. Населення місцевої громади у 2006 році становило 5 864 особи.